# Daddy Cool (film, 2014)
Pour les articles homonymes, voir Daddy Cool.
Pour plus de détails, voir Fiche technique et Distribution.
Daddy Cool (Infinitely Polar Bear) est une comédie dramatique américaine réalisée par Maya Forbes et sortie en 2014.

## Synopsis
À la fin des années 1970 à Boston, Maggie Stuart doit gérer les excès maniaco-dépressifs de son mari Cameron, homme touchant, créatif et chaleureux mais qui refuse de se traiter correctement pour pallier les excès de sa maladie et ne peut s'insérer dans la société et le monde professionnel. La famille vit dans un certain dénuement qui pousse Maggie à reprendre des études en MBA à l'université Columbia afin de tenter de trouver, à terme, un travail bien rémunéré pour subvenir aux besoins de ses deux filles et surtout à leurs études. Faisant les allers-retours entre Big Apple et la City of Higher Learning, Maggie doit confier, malgré ses réticences, la garde de ses filles à leur père durant les jours de la semaine, ce qui ne va pas sans poser des problèmes d'organisation, de contrôle du quotidien et le regard des voisins sur leur famille peu ordinaire, mais tellement vivante.

## Fiche technique
- Titre : Daddy Cool
- Titre original : Infinitely Polar Bear

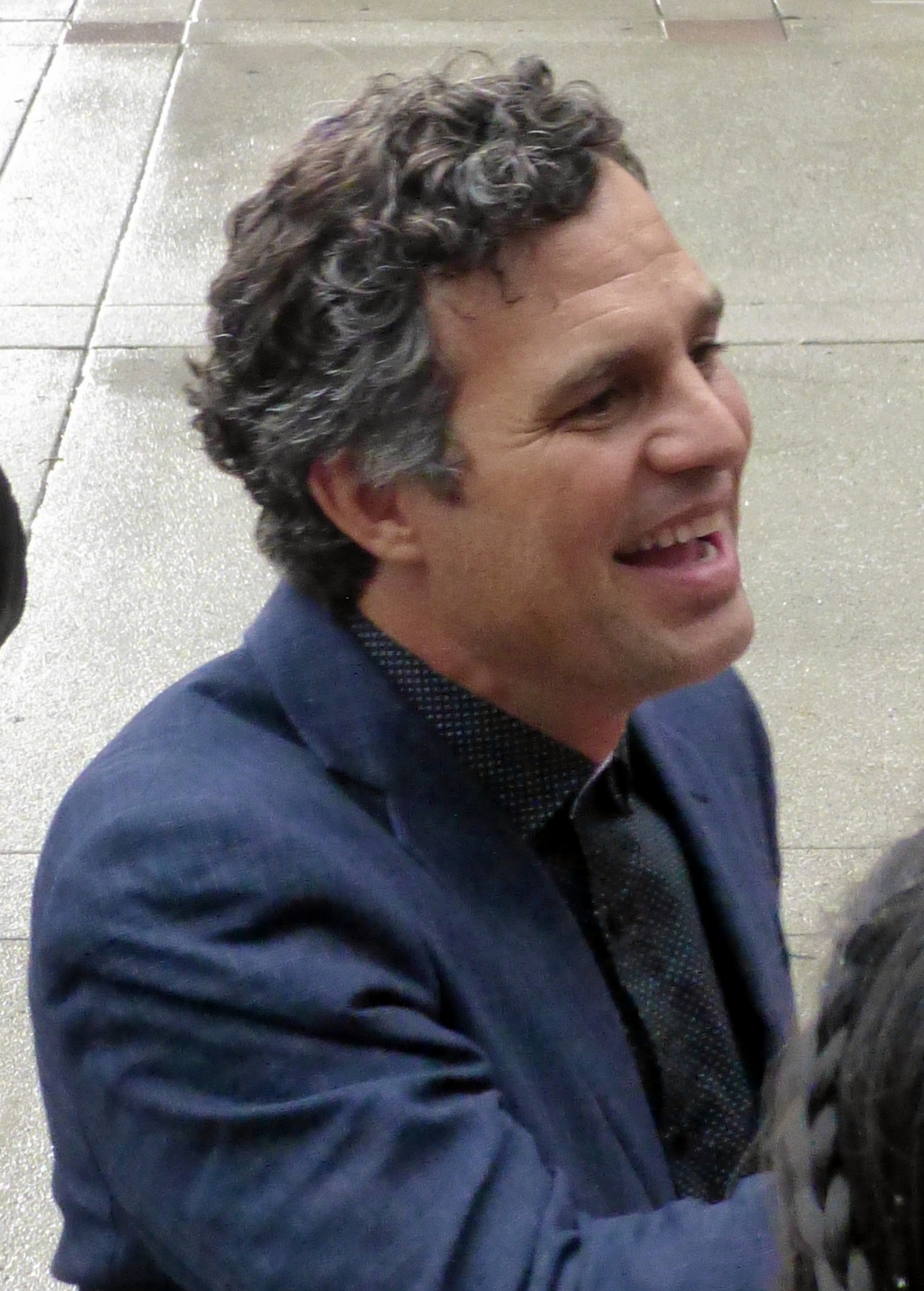
Mark Ruffalo pour la présentation du film au TIFF 2014.

- Réalisation et scénario : Maya Forbes
- Photographie : Bobby Bukowski
- Montage : Michael R. Miller
- Décors : Jennifer Engel et Carl Sprague
- Costumes : Kasia Walicka-Maimone
- Musique : Theodore Shapiro
- Production : Sam Bisbee, Bingo Gubelmann, Benji Kohn, Galt Niederhoffer et Wallace Wolodarsky
  - Coproduction : Megan Ellison et Erika Hampson
  - Production déléguée : J. J. Abrams, Jackie Kelman Bisbee, Bryan Burk, Noah Millman, Ruth Rifkin, Rick Rifkin, Jonathan Rubenstein, Mark Ruffalo, Austin Stark (en) et Tom Valerio
  - Production associée : Theodora Dunlap et William Goldberg
  - Coproduction déléguée : Stewart Anderson Burkland, W. Elliott Burkland et Stefan Sonnenfeld (en)
- Sociétés de production : Paper Street Film, KGB Films, Picture Park et Bad Robot Productions
- Société de distribution : BAC Films et Sony Pictures Classics
- Pays d'origine :  États-Unis
- Genre : Comédie dramatique
- Durée : 90 minutes
- Dates de sortie :
  - États-Unis : 18 janvier 2014 (Festival du film de Sundance 2015) ; 19 juin 2015 (sortie nationale)
  - France : 8 juillet 2015

## Distribution

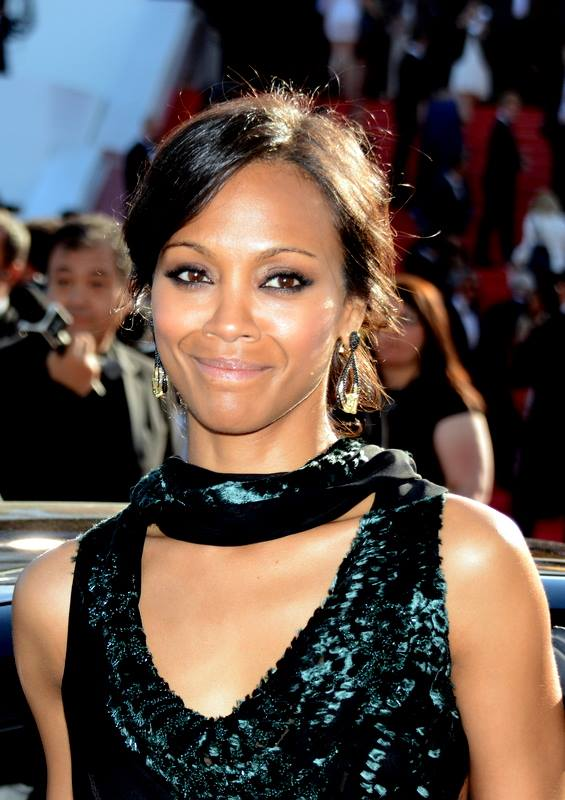
L'actrice principale Zoe Saldaña au Festival de Cannes 2014.

- Mark Ruffalo (VF : Jonathan Cohen) : Cameron Stuart
- Zoe Saldaña (VF : Sara Martins) : Maggie Stuart
- Imogene Wolodarsky (VF : Albertine Lemire) : Amelia Stuart
- Ashley Aufderheide (VF : Lévanah Solomon) : Faith Stuart
- Nekhebet Kum Juch : Kim
- Manoah Angelo : Thurgood
- Muriel Gould (VF : Nita Klein) : Gaga Stuart
- H. Tod Randolph (VF : Anna Plumey) : Ruth-Ann
- Beth Dixon (VF : Frédérique Cantrel) : Pauline Stuart
- Keir Dullea : Murray Stuart
- Wallace Wolodarsky : Peter

Source et légende : version française (VF) sur le site d'AlterEgo (la société de doublage)

## Nomination
- Golden Globes 2016 : meilleur acteur dans un film musical ou une comédie pour Mark Ruffalo